# (31688) Bryantliu
1999 JT27 (asteroide 31688) é um asteroide da cintura principal. Possui uma excentricidade de 0.04489930 e uma inclinação de 2.11738º.
Este asteroide foi descoberto no dia 10 de maio de 1999 por LINEAR em Socorro.